# Битка код Персијских врата
Битка код Персијских врата је била битка између војске Александра Македонског и персијске војске под заповедништвом Ариобарзана. Битка се одиграла у јануару 330. п. н. е. крај Персијских врата у данашњем Ирану. Ариобарзан је 30 дана успешно одолевао македонској војсци и то је био последњи отпор персијских снага пред престолницом Персепољем. Након победе крај Персијских врата Александар Македонски је заузео Персепољ.

## Увод
Након две велике победе у бици код Иса и у бици код Гаугамеле Александар Македонски је крајем 331. п. н. е. заузео Вавилон. Краљевска цеста је повезивала Сузу са Персепољем и Пасаргадом и Александар је напредовао дуж ње. Персијски цар Дарије III је сакупио нову војску у Екбатану. Дао је задатак Ариобарзану да спречи продор македонске војске у ужу Персију. Персија се могла лако бранити зато што се могло доћи до ње само преко неколико могућих прелаза преко планина Загрос. Прелазак преко Загроса је зими био посебно отежан. Након освајања Сузе, Александар је поделио војску на два дела. Парменион је узео један део војске и са њима је напредовао дуж Краљевске цесте. Александар је узео други део војске и кренуо је према Персепољу. Да би дошао до уже Персије морао је да пређе узак планински ланац Персијска врата. Персијска врата су омогућавала постављање добрих заседа и омогућавала су лаку одбрану ономе ко је желео да спречи пролазак друге војске.

## Мотиви
Приликом напредовања, Александар Македонски је покорио локално горштачко племе Уксијана. Због тога је веровао да након тога остала околна племена неће пружати отпор. Када је кренуо кроз Персијска врата није наишао на отпор. Веровао је да више неће ни наићи на непријатељске снаге и због тога је пропустио да пошаље напред извиђаче. На тај начин улетао је у Ариобарзанову замку.
Долина пре Персијских врата зове се Танге Мејран и у почетку је поприлично широка, па се македонска војска могла кретати пуним маршем. Ариобарзан је заузео положај близу данашњег села Чесмах Ченара. Ту пут завија на југоисток, према излазећем сунцу: На истом месту пут се јако сужава што пролаз чини доста опасним. Због тога је то место било прикладно за Ариобарзанову заседу. Према Аријану Ариобарзан је имао 40.000 војника пешадије и 700 коњаника. Према Диодору и Курцију Руфу имао је 25.000 пешака и 300 коњаника. Александар Македонски је имао само 10.000 војника.

## Заседа и Ариобарзанова победа
Персијска врата била су широка само неколико метара на месту где је постављена заседа. Ариобарзан је на том уском простору изградио зид, да спречи продор македонске војске. Када је македонска војска зашла довољно дубоко у пролаз онда су их Персијанци са јужне стране литице засули са тешким стенама. Са северне стране су их напали стрелама и катапултима, а гађали су их и копљима и каменицама. Македонска војска је у почетку имала велике губитке. Нису били заштићени ни у формацији корњаче, јер су на њих падале веома велике стене. Македонци су покушали да се повлаче, али због тешког терена повлачење се одвијало у нереду. Да би спасао остатак војске, Александар је био присиљен да остави мртве. Повукао се 30 стадија и ту је оформио логор.
Ариобарзан је веровао да његов успех може да означи преокрет у целом рату. Знао је да ако спречи пролаз македонске војске кроз Персијска врата да ће тада македонска војска бити присиљена да тражи друге правце да би продрла у ужу Персију. Тада би Дарије III добио довољно времена да окупи довољно војске и да потпуно заустави продор Александра Македонскога.

## Александар залази Персијанцима иза леђа
Ариобарзан је држао пролаз око месец дана. Александар је сазнао да се пролаз може заобићи користећи тешко проходну планинску стазу обраслу жбуњем. Био је то тежак терен под дубоким снегом и испресецан гудурама и јарковима. Према Аријану и Курцију Руфу, ратни заробљеници су водили Александра преко планина до персијске позадине. За то време велики део македонске војске остао је у логору под заповедништвом Кратера.
Александар је одлучио да зађе Персијанцима иза леђа, користећи се тешко проходном стазом. Кратера је оставио као заповедника логора, где је била његова војска, Мелеагерова војска и стрелци. Војска која је ту остала требало је да ватрама одржава илузију да војске има више, да се не би уочило да је део војске напустио логор. Кратер је требало да се укључи у борбу, када добије сигнал. Александар Македонски је са другим делом војске кренуо тешко проходном обраслом стазом. Успео је да зађе Персијанцима готово иза леђа. Када су зашли довољно дубоко Ариобарзанов логор је био са десне стране. Тада су поделили војску са циљем да нападну персијски логор са две стране. Александар је на том месту оставио Филоту Парменионова, Коина, Полиперхона и Аминту са лаконаоружаном војском. Он је кренуо са агемом (гардом) и телохранитељима обилазним стрмим путем далеко од непријатељских предстража.

## Изненадни напад на персијски логор са више страна
Тим путем Александар је зашао иза непријатељскога логора и напао их је неспремне. Мален број Персијанаца, који није побегао био је посечен. Буку је чуо и Кратер, па је по договору кренуо према зиду, који су подигли Персијанци. Персијску војску напали су са друге стране и Филота Парменионов, Коин, Полиперхон и Аминта. Био је то изненадни напад из смера где Персијанци нису очекивали никакву опасност. Након напада са две стране преживели Персијанци су пружили веома жилав и јуначки отпор. Персијанци су били брзо поражени. Историјски извори се разликују у опису како се то десило. Ариобарзан и преживела војска била је у замци, али нису се предавали, него су јуришали на македонске линије. Према једној верзији Ариобарзан је погинуо у последњем нападу. Према Курцију Руфу, Ариобарзан се након великих губитака на обе стране пробио кроз македонске линије са својих 5.000 војника и 40 коњаника. Кренуо је према Персепољу, али нису га пустили у Персепољ. Ариобарзан и његова војска изгинули су када се пред бедемима Персепоља сукобио са македонском војском. Према Аријану Александар је пре напада на персијски логор наредио Филоти Парменионовоме, Коину и Полиперхону да изграде мост преко реке да би Александар могао што пре да дође до Персепоља. По Аријану, Ариобарзан је након пораза побегао на север. Према Џону Превасу, Ариобарзан и његове снаге повукли су се према Персепољу, али главни персијски ризничар Тиридат није их пуштао у град. Тиридат је схватио да је бесмислено пружати отпор Александру и ступио је у тајни контакт са Александром. Омогућио је Александру Македонском да побије Ариобарзана и његову војску пред зидинама Персепоља.

## Сличности са Термопилском битком
Антички и модерни историчари уочили су сличности између Термопилске битке и битке код Персијских врата. Персијска врата била су слична кланцу Термопиле и као у бици код Термопила изгубили су они који су бранили пораз. У обе битке победници су зашли тешко проходном планинском стазом иза леђа браниоца пролаза.

## Последице
Пораз Ариобарзана код Персијских врата уклонио је последњу препреку између Александра и персијске престолнице Персепоља. Када је ушао у Персепољ Александар Македонски је именовао Фрасаорта за сатрапа Персије. У Персепољу је била највећа персијска ризница, огроман новац, који је дуго био ван оптицаја. Од тада је Александар имао огромне новчане резерве да је постао финансијски независан од грчких држава. Четири месеца након освајања Персепоља дозволио је својој војсци да опљачка Персепољ. После пљачке и убијања, Персепољ је изгорио у великом пожару. По једној верзији ради се о Александровој освети због тога што су Персијанци спалили атински акропољ за време Грчко-персијских ратова. По другој верзији паљење није било намерно, него је настало након пијанке.